# 許其進
许其进（1568年—1648年），字孔與，號尚玄，山东东昌府聊城县民籍。明朝政治人物。

## 生平
萬曆三十一年（1603年）癸卯科山东鄉試舉人，天啓二年（1622年）壬戌科進士。通政司观政，六月授扬州府推官，四年任應天府乡试同考官。氷蘖自矢，谳狱平允，案无留牍。有妖僧为乱，祸且不测，以计擒之，一郡赖以无事。内转吏部主事，为计者所中归。